# Karolína z Gloucesteru
Princezna Karolína Augusta Marie z Gloucesteru (24. června 1774, Westminster – 14. března 1775, Westminster) byla členkou britské královské rodiny. Byla pravnučkou britského krále Jiřího II., neteří krále Jiřího III. a dcerou prince Williama Henryho a jeho manželky Marie Walpole.

## Narození
Karolína se narodila v Gloucester House v Londýně. Jejím otcem byl princ William Henry, vévoda z Gloucesteru a Edinburghu, třetí syn prince z Walesu Frederika Ludvíka. Její matkou byla Marie Walpole, nemanželská dcera Edward Walpole a jeho milenky Dorothy Clement. Byla pokřtěna v soukromí dvacet devět dní po narození. Jejím kmotrem byla její strýc Fridrich I. Württemberský a jejími kmotrami byly vévodkyně Augusta Brunšvicko-Wolfenbüttelská a její vlastní matka.

## Smrt
V březnu 1775 onemocněl její otec William Henry neštovicemi. Jeho zdraví bylo silně podlomeno a rozhodl se odejít do zahraničí v domnění, že změna prostředí by prospěla. Předtím, než odjel, se chtěl přesvědčit, že jeho děti nejsou nemocí ohroženy a nařídil svým dcerám Sofii a Karolíně očkování. Princezna Sofie, které v té době byly pouhé dva roky, přežila a očkování na ní nenechalo žádné následky. Karolíně se však do týdne přitížilo, měla horečky a záchvaty. Zemřela dne 14. března 1775 ve věku pouhých 9 měsíců. Byla pohřbena v kapli na hradě Windsor.